# OFK Beograd
Az OFK Beograd, vagy röviden OFK (szerbül: Омладински фудбалски клуб Београд, jelentése: Ifjúsági Labdarúgóklub) szerb labdarúgócsapat, székhelye Belgrád városában található.
AZ 1930-as évek legjobb jugoszláv csapataként ötször nyerte meg a bajnokságot, majd a második világháború után négy kupagyőzelemmel gyarapította a klubsikereket.

## Korábbi elnevezései
- 1911–1945: BSK (Beogradski sport klub)
- 1945–1950: Metalac
- 1950–1957: BSK
- 1957–1959: OSD

1959 óta jelenlegi nevén szerepel.

## Története

### Klubalapítástól az aranykorig (1911–1953)
Az OFK Beograd csapatát 1911-ben BSK néven alapították a Szerb Királyságban. Az 1930-as években öt alkalommal nyerte meg a jugoszláv bajnokságot. A második világháborút követően nevet váltott, és öt évig Metalac néven szerepelt a pontvadászatokban.
Az, hogy a pályán remekül szerepelt, továbbra sem vonzott nagy tömegeket, mivel eltörpült a fővárosi „óriások”, a Partizan és a Crvena zvezda csapatai mellett, a klub ezért 1950-ben visszavette a BSK nevet.

### Az „aranykor” (1953–1974)
A két évtizednyi „aranykor” 1953-ban, az első jugoszlávkupa-győzelemmel kezdődött, melyet még újabb három cím követett 1955-ben, 1962-ben és 1966-ban. A jugoszláv bajnokságban kétszer, 1955-ben és 1964-ben is a második helyen végzett, és többnyire a dobogóközeli helyeket ostromolt. A klub 1957-ben változtatta nevét OFK Beograd-ra abból a megfontolásból, hogy az ifjúságot hangsúlyozva nézőket csalogasson a mérkőzéseire. Az OFK játékosainak látványos és szerethető játékstílusa arra sarkallta a szurkolókat és a sportújságírókat egyaránt, hogy „romantikusok” becenéven emlegessék őket.
Az 1960-as évek, illetve az 1970-es évek első fele az OFK európai kupa sikereitől volt hangos. Ezen időszakban nyolc alkalommal indult valamelyik európai kupában, legnagyobb sikerét az 1962–63-as KEK-sorozatban arratta: egészen az elődöntőig menetelt, ahol az angol Tottenham Hotspur csapata állította meg. Olyan nagy csapatok, mint az olasz SSC Napoli, a görög Panathinaikósz, vagy a szintén olasz Juventus sorra vereséget szenvedtek az „kék-fehérek” ellenében.

### A csendes zuhanás (1974–2003)
A „romantikusok” nem voltak képesek továbbra is lépést tartani a hazai és a nemzetközi labdarúgás ütemes fejlődésével. Az eredmények elmaradtak, az OFK játéka elvesztette korábbi varázsát, majd az 1980-as években a másodvonalba esett vissza. Karaburmában már csak régi fotók emlékeztették a szurkolókat egy korábbi nagy csapat tündöklő aranykorára.
Azonban az évtizedes tradíciók nem múltak el nyomtalanul. A klub az 1990-es években új erőre kapott, és előbb visszajutott az élvonalba, majd az 1992-es és 1994-es 4. helye az OFK felvirágzását jelezte előre.

### Modern idők
A 2015–2016-os idényben a klub kiesett a szerb élvonalból. A 2016–2017-es szezonban mindössze három mérkőzést megnyerve, utolsó helyezettként kiestek a másodosztályból is, így a 2017–2018-as évadot már a harmadik vonalban kezdték meg.

## Sikerei
Jugoszlávia
- Jugoszláv bajnok:

5 alkalommal (1931, 1933, 1935, 1936, 1939)
- Kupagyőztes:

4 alkalommal (1953, 1955, 1962, 1966)
Szerbia
- Szerb bajnok:

6 alkalommal (1920, 1921, 1940, 1941, 1943, 1944)

## Eredményei

### Európaikupa-szereplés

#### Összesítve
| Kupa                              | J  | GY | D | V  | LG–KG |
| --------------------------------- | -- | -- | - | -- | ----- |
| Kupagyőztesek Európa-kupája (KEK) | 11 | 4  | 1 | 6  | 21–22 |
| UEFA-kupa                         | 20 | 8  | 4 | 8  | 30–38 |
| Vásárvárosok kupája               | 11 | 4  | 2 | 5  | 17–16 |
| Intertotó-kupa                    | 12 | 6  | 2 | 4  | 23–17 |
| Összesítve                        | 54 | 22 | 9 | 23 | 91–93 |

#### Szezonális bontásban
| Idény     | Kupa                        | Forduló         | Klub                | 1. mérk. | 2. mérk. |
| --------- | --------------------------- | --------------- | ------------------- | -------- | -------- |
| 1962–1963 | Kupagyőztesek Európa-kupája | Selejtező       | Chemie Halle-Leuna  | 2–0      | 3–3      |
| 1962–1963 | Kupagyőztesek Európa-kupája | 1. forduló      | Portadown FC        | 5–1      | 2–3      |
| 1962–1963 | Kupagyőztesek Európa-kupája | Negyeddöntő     | SSC Napoli          | 2–0      | 1–3, 3–1 |
| 1962–1963 | Kupagyőztesek Európa-kupája | Elődöntő        | Tottenham Hotspur   | 1–2      | 1–3      |
| 1963–1964 | Vásárvárosok kupája         | 1. forduló      | Juventus            | 1–2      | 2–1, 0–1 |
| 1964–1965 | Vásárvárosok kupája         | 1. forduló      | Athletic Club       | 2–2      | 0–2      |
| 1966–1967 | Kupagyőztesek Európa-kupája | 1. forduló      | Szpartak Moszkva    | 1–3      | 0–3      |
| 1968–1969 | Vásárvárosok kupája         | 1. forduló      | Rapid Bucureşti     | 1–3      | 6–1      |
| 1968–1969 | Vásárvárosok kupája         | 2. forduló      | Bologna FC          | 1–0      | 1–1      |
| 1968–1969 | Vásárvárosok kupája         | 3. forduló      | Göztepe             | 3–1      | 0–2      |
| 1971–1972 | UEFA-kupa                   | 1. forduló      | Djurgårdens         | 4–1      | 2–2      |
| 1971–1972 | UEFA-kupa                   | 2. forduló      | Carl Zeiss Jena     | 1–1      | 0–4      |
| 1972–1973 | UEFA-kupa                   | 1. forduló      | Dukla Praha         | 2–2      | 3–1      |
| 1972–1973 | UEFA-kupa                   | 2. forduló      | Feyenoord           | 3–4      | 2–1      |
| 1972–1973 | UEFA-kupa                   | 3. forduló      | Beroe Sztara Zagora | 0–0      | 3–1      |
| 1972–1973 | UEFA-kupa                   | Negyeddöntő     | Twente              | 3–2      | 0–2      |
| 1973–1974 | UEFA-kupa                   | 1. forduló      | Panathinaikósz      | 2–1      | 0–1      |
| 1973–1974 | UEFA-kupa                   | 2. forduló      | Gyinamo Tbiliszi    | 0–3      | 1–5      |
| 2003      | Intertotó-kupa              | 1. forduló      | Narva Trans         | 6–1      | 5–3      |
| 2003      | Intertotó-kupa              | 2. forduló      | 1. FC Slovácko      | 0–1      | 3–3      |
| 2004      | Intertotó-kupa              | 2. forduló      | Dinaburg            | 3–1      | 2–0      |
| 2004      | Intertotó-kupa              | 3. forduló      | Tampere United      | 0–0      | 1–0      |
| 2004      | Intertotó-kupa              | Elődöntő        | Atlético Madrid     | 1–3      | 0–2      |
| 2005–2006 | UEFA-kupa                   | 2. selejtezőkör | Lokomotiv Plovdiv   | 2–1      | 0–1      |
| 2006–2007 | UEFA-kupa                   | 2. selejtezőkör | Auxerre             | 1–0      | 1–5      |
| 2008      | Intertotó-kupa              | 2. forduló      | Panióniosz          | 1–0      | 1–3      |
| 2010-2011 | Európa-liga                 | 2. forduló      | FK Tarpeda Zsodzina | 2–2      | 1–0      |
| 2010-2011 | Európa-liga                 | 3. forduló      | Galatasaray         | 1-5      | 2–2      |

Megjegyzés: Csak az Európai Labdarúgó-szövetség (UEFA) által szervezett európai kupák eredményeit tartalmazza. Az eredmények minden esetben az OFK szemszögéből értendőek, a félkövéren jelölt mérkőzéseket pályaválasztóként játszotta.

## Külső hivatkozások
- Hivatalos honlap (szerbül)
- Adatlapja az uefa.com-on (angolul)